# Edward Idris Cassidy
Edward Idris Cassidy (Sydney, 5 juli 1924 – Newcastle, 10 april 2021) was een Australisch geestelijke en een kardinaal van de Rooms-Katholieke Kerk.

## Diplomatieke dienst
Cassidy werd op 23 juli 1949 in het bisdom Wagga Wagga priester gewijd en trad daarna als jong priester in de diplomatieke dienst van de Heilige Stoel. Hij diende achtereenvolgens als nuntius in China, Bangladesh, Lesotho, Zuid-Afrika en Nederland (1984-1988). Op 27 oktober 1970 werd hij benoemd tot titulair aartsbisschop van Amantia; zijn bisschopswijding vond plaats op 15 november 1970.

## Pauselijke Raad ter Bevordering van de Eenheid van de Christenen
In 1988 trad Cassidy in dienst bij het staatssecretariaat van de Heilige Stoel. Op 12 december 1989 werd hij benoemd tot president van de Pauselijke Raad ter Bevordering van de Eenheid van de Christenen. In die hoedanigheid volgde hij kardinaal Johannes Willebrands op.
Als president entameerde Cassidy talloze initiatieven en projecten. Zo kwam er onder zijn leiding een pauselijke verklaring over de Holocaust tot stand die in 1998 door paus Johannes Paulus II werd getekend. Ook bereikte hij een doorbraak in de relatie met de Lutherse kerken door de ondertekening van een gezamenlijke verklaring over het theologische begrip Rechtvaardigheid.
Cassidy werd tijdens het consistorie van 28 juni 1991 kardinaal gecreëerd. Hij kreeg de rang van kardinaal-diaken. Zijn titeldiakonie werd de Santa Maria in Via Lata.

## Emeritaat
Cassidy ging op 3 maart 2001 met emeritaat. Hij keerde daarna terug naar Australië, waar hij tot zijn overlijden werkte als pastor.
Op 26 februari 2002 werd Cassidy bevorderd tot kardinaal-priester. Zijn titeldiakonie werd pro hac vice zijn titelkerk.
Cassidy overleed in 2021 op 96-jarige leeftijd.

## Werken
- My Years in Vatican Service

- Bibsys: 6053026
- Biblioteca Nacional de España: XX1196840
- Bibliothèque nationale de France: cb124712816 (data)
- Gemeinsame Normdatei: 138642052
- International Standard Name Identifier: 0000 0001 1478 2099
- Library of Congress Control Number: n00049151
- Nationale Bibliotheek van Tsjechië: xx0100712
- Nationale bibliotheek van Australië: 75615149
- Nationale Bibliotheek van Israël: 987007259441805171
- Nationale en Universitaire bibliotheek Zagreb: 000126563
- Nederlandse Thesaurus van Auteursnamen: 291021050
- Réseau des bibliothèques de Suisse occidentale: 02-A011567957
- Istituto Centrale per il Catalogo Unico: UBOV150007
- SNAC: w63904cf
- Système universitaire de documentation: 033902607
- Virtual International Authority File: 96942532
- WorldCat: E39PBJvd8tXVBMY6FQ3P6XfyVC